# 1977 Vlog
1977 Vlog là tên kênh Youtube của một nhóm sáng tạo video thành lập vào ngày 30 tháng 8 năm 2019. Dựa vào các tác phẩm văn học nổi tiếng, 1977 Vlog sản xuất những video dưới góc nhìn mới mang tính châm biếm và nội dung đi theo xu hướng của giới trẻ. Kỷ lục của nhóm này là đạt nút bạc YouTube sau 2 video và nút vàng YouTube chỉ sau 4 video dài không quá 6 phút.
Tính đến tháng 5 năm 2024, kênh Youtube của 1977 Vlog đã có hơn 2,45 triệu người đăng ký và hơn 164 triệu tổng số lượt xem trên toàn bộ các video.